# Katerina Begu
Katerina Begu (în ucraineană Катерина Бегу; n. 1992, Odesa) este o cântăreață de origine moldovenească (română) din Ucraina. A devenit cunoscută după ce a participat la cel de-al nouălea sezon al ediției ucrainene a emisiunii de talente „Vocea țării” (Голос країни) în 2019. În cadrul emisiunii a interpretat piesa lui Dan Balan, Dragostea din Tei. Videoclipul cu performanța ei a obținut peste 30 de milioane de vizualizări pe YouTube ( februarie 2023 ), fiind unul dintre cei mai cotate clipuri ale sezonului al IX-lea, dar și al emisiunii în general.
O perioadă a locuit la Chișinău.